# ترزاسکی، شهرستان گریفینو
ترزاسکی، شهرستان گریفینو (به لاتین: Trzaski, Gryfino County) یک منطقهٔ مسکونی در لهستان است که در Gmina Banie واقع شده‌است.